# Potentille à petites fleurs
Potentilla micrantha
Espèce
La Potentille à petites fleurs (Potentilla micrantha) est une espèce de plantes à fleurs de la famille des Rosacées.
C'est une plante herbacée. Elle ressemble à la Potentille faux fraisier ou Potentille stérile (Potentilla sterilis) mais est dépourvue de stolons.